# Колодня (приток Строганки)
Коло́дня — река в Смоленской области России в Смоленском районе. Правый приток реки Строганка (приток Днепра). Пересекает автомагистраль М1 «Беларусь».
Исток в лесном массиве между деревней Ольховики и Новой Деревней. Направление течения: юг.
Долина узкая и глубокая шириной 30-40 км. Ширина реки от 0,5 до 5 м.

## Этимология названия
Слово «колода», положенное в основу названия, уже во времена Древней Руси имело несколько значений, среди них такие как «сруб, оклад колодца из бревен», «выдолбленное бревно для водопоя», «лодка из выдолбленного ствола дерева», «затонувший ствол дерева». В северных областях России в русских народных говорах отмечено также производное слово «колодняк» — «бурелом» или, в другом значении, «место на дне реки, загроможденное гнилыми деревьями, валежником».